# محمد تيسير
محمد تيسير العنزي لاعب كرة قدم سعودي ، يلعب كجناح لعب سابقاً في نادي الباطن.